# Trunk Muzik Returns
Trunk Muzik Returns — мікстейп американського репера Yelawolf, виданий 11 березня 2013 р., сиквел до Trunk Muzik (2010). Наразі реліз має золотий статус на DatPiff (за критеріями сайту), його безкоштовно завантажили понад 177 тис. разів. Усі треки спродюсовані Supa Hot Beats.

## Передісторія
В інтерв'ю з DJ Skee репер анонсував вихід мікстейпу в серпні 2012, після того, як «на Heart of Dixie осяде пил», проте його відклали. У грудні 2012 Yelawolf заявив, що Trunk Muzik Returns варто очікувати у лютому 2013.
5 лютого Yelawolf випустив першу пісню з Trunk Muzik Returns, «Way Out» і оголосив дату виходу мікстейпу, 14 березня 2013. 26 лютого оприлюднили трек «F.A.S.T. Ride», 12 березня — «Gangster».
19 лютого відбулась прем'єра відеокліпу «Way Out», 6 березня — «F.A.S.T. Ride», 15 жовтня — «Hustle».

## Відгуки
24 грудня 2013 реліз посів 25-ту сходинку рейтингу найкращих мікстейпів року за версією XXL.

## Список пісень
| #   | Назва                                          | Тривалість |
| --- | ---------------------------------------------- | ---------- |
| 1.  | «Firestarter»                                  | 4:01       |
| 2.  | «Way Out»                                      | 4:02       |
| 3.  | «F.A.S.T. Ride»                                | 5:08       |
| 4.  | «Box Chevy Part 4»                             | 5:11       |
| 5.  | «Hustle» (з участю Paul Wall)                  | 3:51       |
| 6.  | «Catfish Billy»                                | 4:22       |
| 7.  | «Gangster» (з участю A$AP Rocky та Big Henry)  | 4:49       |
| 8.  | «Rhyme Room» (з участю Raekwon та Killer Mike) | 4:13       |
| 9.  | «Fame»                                         | 4:21       |
| 10. | «Tennesse Love»                                | 4:57       |

## Учасники
- Метт'ю Гейс — зведення
- Ірвін Джонсон — мастеринг
- Роббі Тернер — гітара
- Сміт Трастл — віолончель
- Майкі Беллусо — бас-гітара, гітара
- Джеремі «J-Dot» Джонс — менеджмент
- Джошуа Дік — букінґ